# Micole Mercurio
Micole Mercurio (Chicago, 10 de marzo de 1938 - Santa Mónica, California, 19 de enero de 2016) fue una actriz estadounidense de cine y televisión. Entre sus roles fílmicos se incluyen Rosemary Szabo en Flashdance 1983, Mrs. Kelly en Gleaming the Cube en 1989, Momma Love en The Client en 1994, Midge Callaghan en While You Were Sleeping en 1994, en What Lies Beneath en 2000. Participó en series como Night Court, Hill Street Blues, L.A. Law, Chicago Hope y FlashForward.
Se casó con James Amonda, con quien tuvo cuatro hijos. El matrimonio terminó en divorcio. Mercurio falleció el 19 de enero de 2016 en Santa Mónica a los 77 años. Le sobreviven tres de sus hijos, nueve nietos y su hermano.

## Filmografía
| Año  | Título                        | Rol             | Notas         |
| ---- | ----------------------------- | --------------- | ------------- |
| 1980 | Alligator                     | Madre de Joey   |               |
| 1981 | Circle of Power               | Mrs. Gordon     |               |
| 1982 | Flashdance                    | Rosemary Szabo  |               |
| 1985 | Mask                          | Babe            |               |
| 1985 | Twice in a Lifetime           | Betty           |               |
| 1986 | Bad Guys                      | Vick            |               |
| 1986 | Welcome to 18                 | Miss Bulah      |               |
| 1988 | Colors                        | Joan Hodges     |               |
| 1988 | War Party                     | Esposa de Jay   |               |
| 1989 | Gleaming the Cube             | Mrs. Kelly      |               |
| 1989 | How I Got into College        | Betty Kailo     |               |
| 1990 | The Grifters                  | Atendedora      |               |
| 1990 | Welcome Home, Roxy Carmichael | Louise Garweski |               |
| 1993 | Warlock: The Armageddon       | Kate            | Desacreditada |
| 1993 | The Thing Called Love         | Mary            |               |
| 1993 | Wrestling Ernest Hemingway    | Bernice         |               |
| 1994 | The Client                    | Momma Love      |               |
| 1995 | While You Were Sleeping       | Midge Callaghan |               |
| 1996 | 2 Days in the Valley          | Anciana         |               |
| 1997 | Just in Time                  | Dotty Zacarelli |               |
| 1998 | My Engagement Party           | Becca Roth      |               |
| 1999 | A Wake in Providence          | Tía Elaine      |               |
| 2000 | What Lies Beneath             | Sra. Frank      |               |
| 2001 | Jack the Dog                  | Rose            |               |
| 2001 | Bandits                       | Sarah Fife      |               |
| 2002 | American Girl                 | Faye            |               |
| 2004 | Eulogy                        | Delilah         |               |